# Amilcar Campos Colela
Amilcar Campos Colela é um político angolano da UNITA e membro da Assembleia Nacional de Angola.